# Artes decorativas
Artes decorativas é um termo utilizado para descrever trabalhos ornamentais ou funcionais e diferenciá-los das artes plásticas. Atualmente, esse é um termo antiquado para descrever áreas ligadas ao design. Algumas das atividades relacionadas seriam: o design de móveis, interiores, cerâmica, maiólicas, livros, têxtil etc.
A expressão "artes decorativas" foi cunhada durante a Revolução Industrial para descrever a separação de trabalho que ocorreu a partir das mudanças tecnológicas que afetaram o mercado de artistas e artesãos. O termo é, portanto, de grande significância para a história do design e das artes plásticas.
Um termo que ainda persiste, e que é quase um sinônimo de artes decorativas, é arte aplicada.